# John Noah
John Michael Noah (* 21. November 1927 in Crookston, Minnesota; † 3. September 2015 in Fargo, North Dakota) war ein US-amerikanischer Eishockeyspieler.  

## Karriere
John Noah besuchte von 1947 bis 1951 die University of North Dakota, für deren Eishockeymannschaft er parallel spielte. Anschließend spielte er Amateur-Eishockey für die Crookston Pirates und Warroad Lakers, bei denen er sich für die Winterspiele 1952 empfehlen konnte.  

### International
Für die USA nahm Noah an den Olympischen Winterspielen 1952 in Oslo teil, bei denen er mit seiner Mannschaft die Silbermedaille gewann. 

## Erfolge und Auszeichnungen
- 1952 Silbermedaille bei den Olympischen Winterspielen